# L'Enfer dans la peau (film, 1965)
Pour les articles homonymes, voir L'Enfer dans la peau.
Pour plus de détails, voir Fiche technique et Distribution.
L'Enfer dans la peau est un film français « intello-érotique » réalisé par José Bénazéraf, sorti en 1965.

## Synopsis
Une bande de truands séquestre la fille d¹un riche industriel dans une maison isolée. Dans ce huis clos tendu, entre déshabillage au couteau et strip-tease au fouet, va s'installer un lourd climat de violence et de volupté...

## Fiche technique
- Titre : L'Enfer dans la peau
- Titre alternatif : La Nuit la plus longue (réédition en France)
- Réalisation, scénario & dialogues : José Bénazéraf
- Musique originale et interprétation : Chet Baker
- Photographie : Alain Derobe
- Cadreur : José Bénazéraf
- Société de production : Les Films du Chesne
- Durée : 90 minutes
- Date de sortie : 
  - France : 23 juillet 1965

## Distribution
- Alain Tissier
- Virginie de Solenn
- Willy Braque
- Annie Josse